# Irwin Kostal
Irwin Kostal (Chicago, 1 de outubro de 1911 — 23 de novembro de 1994) é um compositor estadunidense. Venceu o Oscar de melhor trilha sonora na edição de 1962 pelo filme West Side Story na edição de 1966 por The Sound of Music.